# 浄見寺 (茅ヶ崎市)
浄見寺（じょうけんじ）は、神奈川県茅ヶ崎市堤にある浄土宗の寺院。江戸時代の奉行・大岡忠相をはじめとする大岡家の菩提寺として知られる。山号は窓月山。

## 歴史
江戸時代の町奉行・大岡越前として知られる大岡忠相を輩出した大岡家は、相模国高座郡堤村の周辺を統治していた。慶長16年（1611年）、大岡家2代当主大岡忠政が、亡父の初代当主大岡忠勝を慰霊するために建立したのが、浄見寺の始まりである。開山は深誉円察（一説に柴田勝家の子といわれる）。

## 祭事
- 4月下旬から5月初旬 - 大岡越前祭。5代当主である大岡忠相の功績に対して1912年（大正元年）に従四位が贈られ、翌1913年に忠相の墓前で贈位祭が行われ、大岡越前祭が始まった。関東大震災や戦争などで中断したが、1956年（昭和31年）に復活した[4]。

## 文化財
県重要文化財

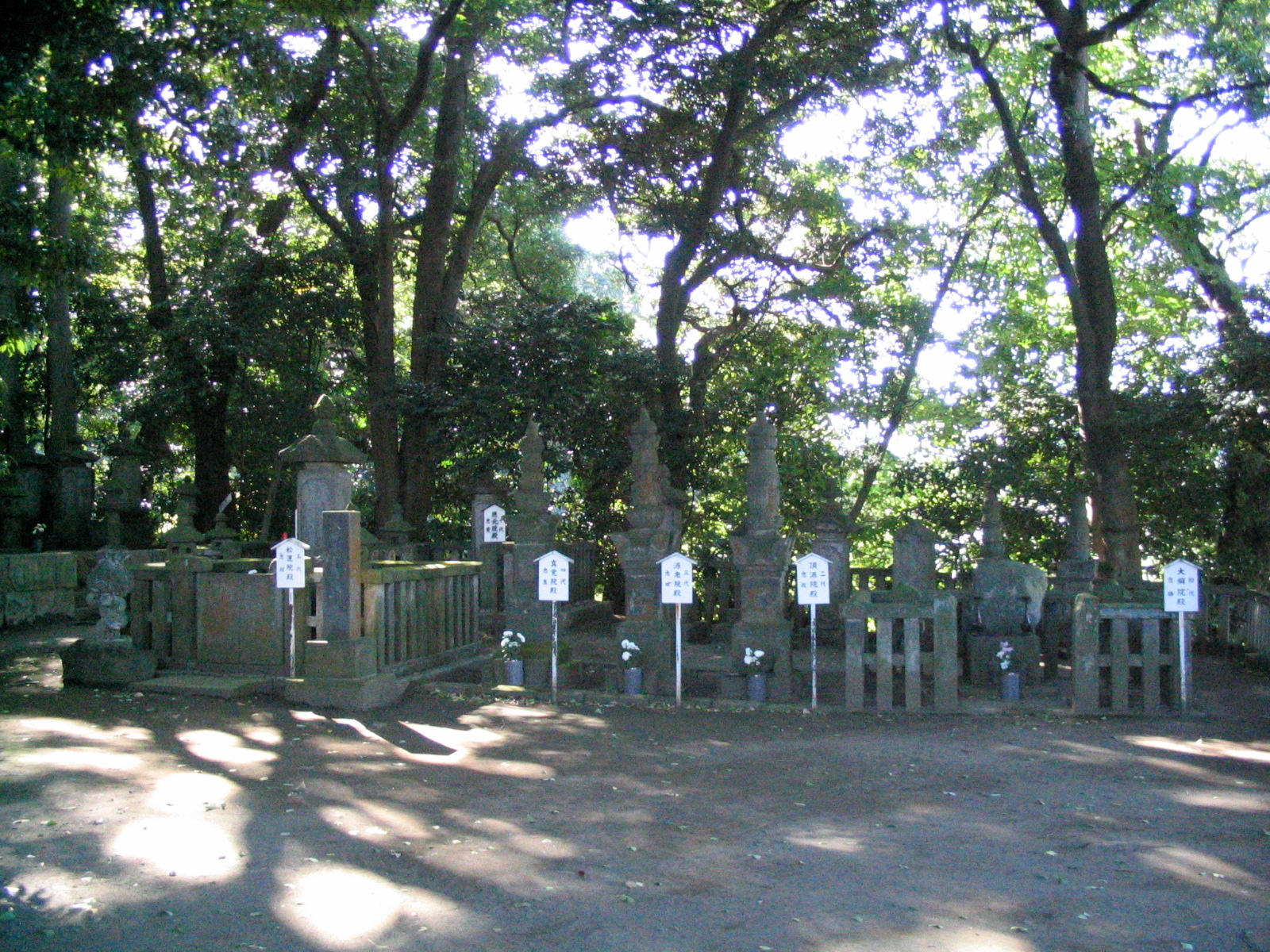
大岡家の墓所　一番左が大岡忠相の墓

- 銅造六臂弁才天坐像 - 像高11cm、銅造で六臂をもつ、室町時代の作と考えられる、1966年（昭和41年）10月25日指定。

県指定天然記念物
- オハツキイチョウ - 神奈川県で最初に発見された葉の上に実のなる変種。樹齢は約400年で、大岡忠政が創建時に植えたといわれる。1961年（昭和36年）4月14日指定。
- 浄見寺の寺林 - タブノキ、モチノキ、スダジイなどの照葉樹が茂る。1967年（昭和42年）7月21日指定。

茅ヶ崎市市指定指定史跡
- 大岡家一族13代の墓所 - 初代忠勝から13代までの墓碑58基。1961年（昭和36年）2月14日指定。

## エピソード
- 2008年2月25日にNHKで放送された『鶴瓶の家族に乾杯』で笑福亭鶴瓶が訪れた。

## 所在地情報
所在地
神奈川県茅ヶ崎市堤4317
交通
- JR東日本の東海道本線・相模線茅ケ崎駅北口から、「湘南ライフタウン」行きバス、「堤坂下」を下車、徒歩10分。
- JR東日本の相模線香川駅から、徒歩20分。